# Sytek (nazwisko)
Sytek – polskie nazwisko, w Polsce nosi je ok. 250 osób.
Osoby noszące to nazwisko:
- Przemysław Sytek (ur. 25 marca 1959 w Poznaniu) – polski polityk, przedsiębiorca, poseł na Sejm I kadencji.
- Tadeusz Sytek – poseł na Sejm I kadencji.